# Parlamentswahl in der Republik Zypern 2016
- AKEL: 16
- SYPOL: 3
- EDEK: 3
- KOP: 2
- DIKO: 9
- DISY: 18
- KA: 3
- ELAM: 2

Die Parlamentswahl in der Republik Zypern 2016 (griechisch Κυπριακές βουλευτικές εκλογές) zum Repräsentantenhaus fand am 22. Mai 2016 statt. Das Abgeordnetenhaus wurde in allgemeinen Wahlen auf Grundlage eines Verhältniswahlrechts gewählt. Eine Partei musste mindestens 1/56 der gültigen Stimmen erreichen, um zumindest mit einem Abgeordneten ins Parlament einziehen zu können.

## Ergebnisse
| Partei                                                          | Partei                                                                         | Stimmen | %     | ±     | Sitze | ±   |
|                                                                 | Dimokratikos Synagermos (Demokratische Sammlung)                               | 107.824 | 30,68 | −3,7  | 18    | −2  |
|                                                                 | Anorthotiko Komma Ergazomenou Laou (Fortschrittspartei des werktätigen Volkes) | 90.206  | 25,67 | −7,1  | 16    | −3  |
|                                                                 | Dimokratiko Komma (Demokratische Partei)                                       | 50.924  | 14,49 | −1,3  | 9     | ±0  |
|                                                                 | Kinima Sosialdimokraton EDEK (Bewegung der Sozialdemokraten)                   | 21.730  | 6,18  | −2,8  | 3     | −2  |
|                                                                 | Symmachia Politon (Bürgerallianz)                                              | 21.109  | 6,01  | neu   | 3     | +3  |
|                                                                 | Kinima Allilengyi (Bewegung Solidarität)                                       | 18.424  | 5,24  | neu   | 3     | +11 |
|                                                                 | Kinima Oikologon Perivallontiston (Ökologische und Umweltbewegung)             | 16.915  | 4,81  | +2,6  | 2     | +1  |
|                                                                 | Ethniko Laiko Metopo (Nationale Volksfront)                                    | 13.041  | 3,71  | +2,6  | 2     | +2  |
|                                                                 | Komma gia ta Zoa Kyprou (Tierpartei Zyperns)                                   | 4.088   | 1,16  | neu   | 0     | ±0  |
|                                                                 | Pnoi Laou (Volkes Atem)                                                        | 3.072   | 0,87  | neu   | 0     | ±0  |
|                                                                 | Kinoniko Kinima Simea (Soziale Bewegung Flagge)                                | 2.033   | 0,58  | neu   | 0     | ±0  |
|                                                                 | Organosi Agoniston Dikeosynis (Union der Kämpfer für Gerechtigkeit)            | 983     | 0,28  | neu   | 0     | ±0  |
|                                                                 | Unabhängige                                                                    | 1.041   | 0,29  | +0,14 | 0     | ±0  |
|                                                                 | Reservierte Sitze für Minderheiten (ohne Stimmrecht)                           | –       | –     | –     | 3     | 0   |
| Gültige Stimmen                                                 | Gültige Stimmen                                                                | 351.390 | 100   | –     | 59    | 0   |
| Ungültige Stimmen                                               | Ungültige Stimmen                                                              | 7.673   | 2,12  | –     | –     | –   |
| Leere Wahlzettel                                                | Leere Wahlzettel                                                               | 3.478   | 0,96  | –     | –     | –   |
| Abgestimmt/Beteiligung                                          | Abgestimmt/Beteiligung                                                         | 362.541 | 66,74 | −10   | -     | -   |
| Nichtteilnahme an Wahl                                          | Nichtteilnahme an Wahl                                                         | 180.645 | 33,26 | +10   | –     | –   |
| Registrierte Wähler                                             | Registrierte Wähler                                                            | 543.186 | -     | -     | –     | –   |
| Quelle: Republik Zypern – Innenministerium: Parlamentswahl 2016 |                                                                                |         |       |       |       |     |

1 Sitzvergleich mit Evroko, die im März 2016 mit Kinima Allilengyi fusionierte

## Personen

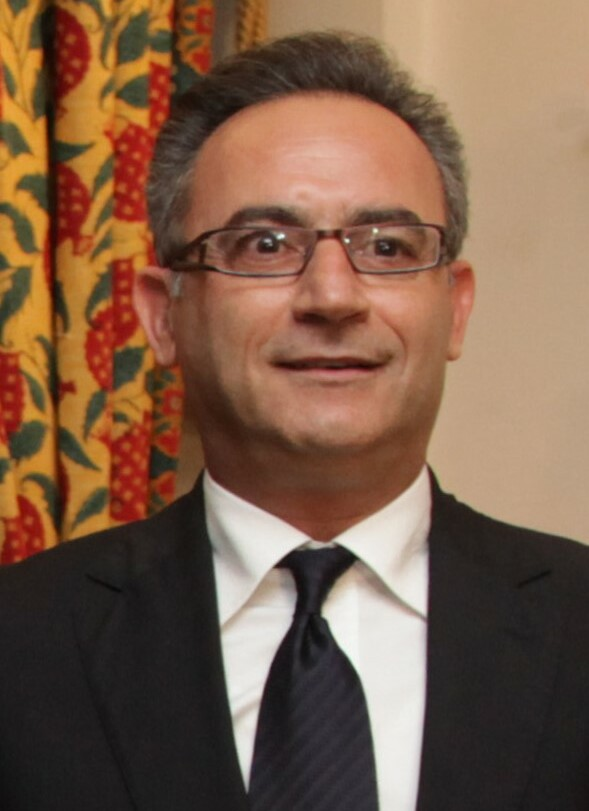
Averof Neofytou DISY
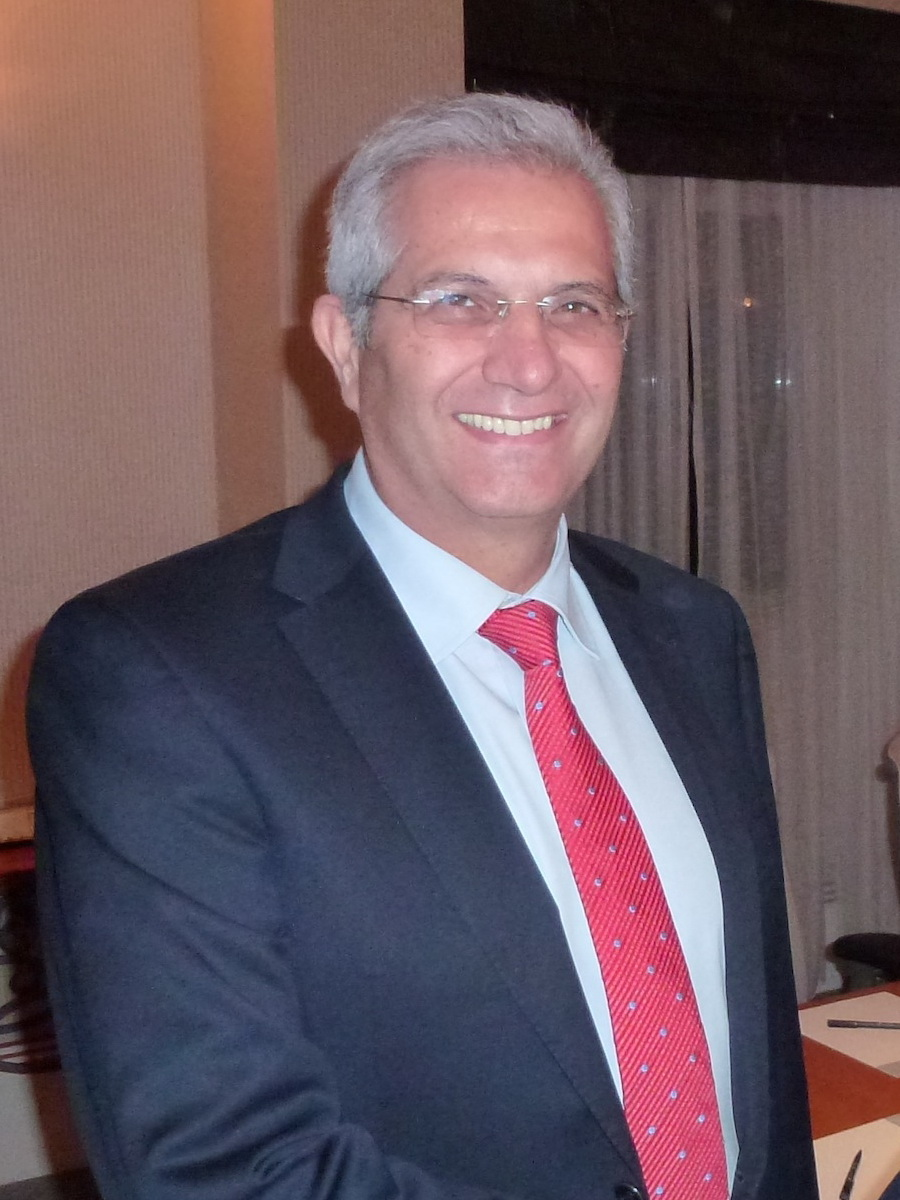
Andros Kyprianou AKEL
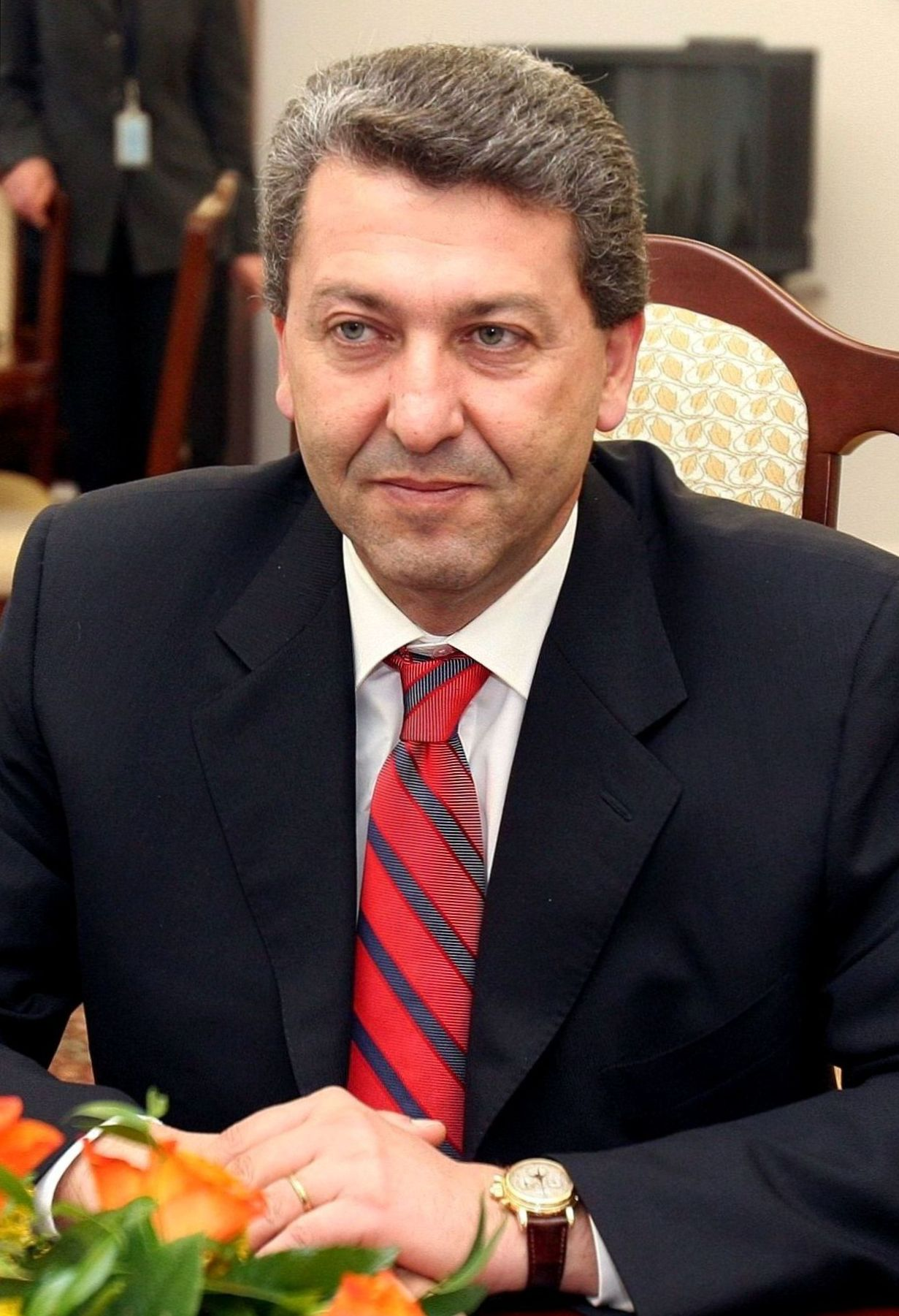
Giorgos Lillikas SYPOL

## Bisherige Sitzverteilung

Verteilung kurz vor der Wahl 2016 nach Übertritten innerhalb der Legislaturperiode:
DISY (20)
Evroko (1)
AKEL (19)
DIKO (8)
EDEK (5)
SYPOL (1)
KOP (1)
Parteiloser (1)

Im Folgenden die Sitzverteilung aufgrund der Wahlen 2006 und 2011:
| Abkürzung | Abkürzung | Griechischer Name                  | Deutscher Name                            | Ausrichtung                                                                   | Sitze 2006 | Sitze 2011 |
| --------- | --------- | ---------------------------------- | ----------------------------------------- | ----------------------------------------------------------------------------- | ---------- | ---------- |
|           | DISY      | Dimokratikos Synagermos            | Demokratische Sammlung                    | konservativ, christdemokratisch                                               | 18         | 20         |
|           | AKEL      | Anorthotiko Komma Ergazomenou Laou | Fortschrittspartei des werktätigen Volkes | eurokommunistisch, demokratisch sozialistisch                                 | 18         | 19         |
|           | DIKO      | Dimokratiko Komma                  | Demokratische Partei                      | Mitte, griechisch-zypriotisch nationalistisch                                 | 11         | 09         |
|           | EDEK      | Kinima Sosialdimokraton            | Bewegung der Sozialdemokraten             | sozialdemokratisch, griechisch-zypriotisch nationalistisch                    | 05         | 05         |
|           | Evroko    | Evropaiko Komma                    | Europäische Partei                        | griechisch-zypriotisch nationalistisch                                        | 03         | 02         |
|           | KOP       | Kinima Oikologon Perivallontiston  | Ökologie und Umwelt Bewegung              | grün, griechisch-zypriotisch nationalistisch                                  | 01         | 01         |
|           | KA        | Kinima Allilengyi                  | Bewegung Solidarität                      | nationalkonservativ, griechisch-zypriotisch nationalistisch                   | –          | -          |
|           | SYPOL     | Symmachia Politon                  | Bürgerallianz                             | linkspopulistisch, sozialdemokratisch, griechisch-zypriotisch nationalistisch | –          | -          |
|           | ELAM      | Ethniko Laiko Metopo               | Nationale Volksfront                      | rechtsextrem, griechisch-zypriotisch nationalistisch                          | –          | 0          |

Evroko und Kinima Allilengyi fusionierten vor der Wahl.

## Umfragen
| Datum                  | Institut  | DISY                       | AKEL | DIKO | EDEK | EVROKO | KOP | ELAM | SYPOL | KA  | Sonstige | Vorsprung |     |     |     |     |
| ---------------------- | --------- | -------------------------- | ---- | ---- | ---- | ------ | --- | ---- | ----- | --- | -------- | --------- | --- | --- | --- | --- |
| Datum                  | Institut  | 25. Februar – 2. März 2016 | IMR  | 33,1 | 25,5 | 10,0   | 5,5 | 1,7  | 4,1   | 2,8 | Sonstige | Vorsprung | 6,4 | 6,6 | 4,3 | 7,6 |
| 15. – 19. Februar 2016 | PMR & C   | 34,0                       | 24,7 | 13,7 | 6,0  | 2,1    | 4,6 | 3,3  | 6,2   | –   | 5,4      | 9,3       |     |     |     |     |
| 13. – 17. Juli 2015    | GPO       | 33,1                       | 30,8 | 12,5 | 7,2  | 1,5    | 3,0 | 1,8  | 7,8   | –   | 2,3      | 2,3       |     |     |     |     |
| 22. Mai                | Wahl 2011 | 34,3                       | 32,7 | 15,8 | 8,9  | 3,9    | 2,2 | 1,1  | —     | —   | 1,1      | 8,8       |     |     |     |     |